# Gnoma gilmouri
Gnoma gilmouri là một loài bọ cánh cứng trong họ Cerambycidae.